# Trafostation (Harpstedt)
Die Trafostation in Harpstedt, Lange Straße 40 und Schulstraße, stammt von etwa 1925.
Das Gebäude steht unter Denkmalschutz (Siehe auch Liste der Baudenkmale in Harpstedt).

## Geschichte
Harpstedt wurde 1203 erstmals urkundlich erwähnt als Harpenstede.
Das zweigeschossige verklinkerte trapezförmige Gebäude mit abgeschrägten Kanten und einem Flachdach wurde um 1925 für die örtliche Elektroversorgung auf einem dreieckigen Grundstück gebaut. Die kleinen sechseckige Fenster im EG und das achteckige im OG haben verzierte Backformsteine als stilisierte Pilaster im Fensterrahmen. Ein markantes Kraggesims schließt den Baukörper oben ab.
Im Ort wurden auch die neueren Trafostationen ansprechend verschönert.